# Sypna decorata
Sypna decorata är en fjärilsart som beskrevs av W. Warren 1915. Sypna decorata ingår i släktet Sypna och familjen nattflyn. Inga underarter finns listade i Catalogue of Life.